# Drusus muelleri
Drusus muelleri là một loài Trichoptera trong họ Limnephilidae. Chúng phân bố ở miền Cổ bắc.